# Arthur Löwenstamm
Arthur Löwenstamm (également orthographié Loewenstamm) (20 décembre 1882 - 22 avril 1965) est un théologien juif, écrivain et rabbin à Berlin et à Londres, où il est venu en 1939 en tant que réfugié de l'Allemagne nazie.
Il est le dernier rabbin de la communauté juive de Spandau, en Allemagne, qui comptait 600 membres en 1933.

## Naissance et éducation
Arthur Löwenstamm est né le 20 décembre 1882 à Ratibor, Haute-Silésie, Empire allemand, qui est maintenant Racibórz dans le sud de la Pologne. Il est le fils de Natan Löwenstamm (1856–1937), commerçant, et sa femme Johanna Zweig (1851–1936). Il est l'aîné de la famille et a un frère, Kurt (1883-1965, dont le fils Heinz A. Lowenstam est un paléoécologue réputé et l'arrière-petite-fille Lisa Goldstein est également rabbin), une sœur, Gertrud, et un autre frère, Ernest (1887-1888).
Löwenstamm fréquente le Royal Gymnasium de Beuthen, en Haute-Silésie, de 1893 à 1902. Il a étudié la philosophie à l'Université de Wrocław et a terminé ses études universitaires, obtenant un doctorat, à Erlangen, Bavière en 1905. Il étudie la théologie et se forme pour le rabbinat au Séminaire théologique juif de Breslau (aujourd'hui Wrocław dans l'ouest de la Pologne).

## Carrière

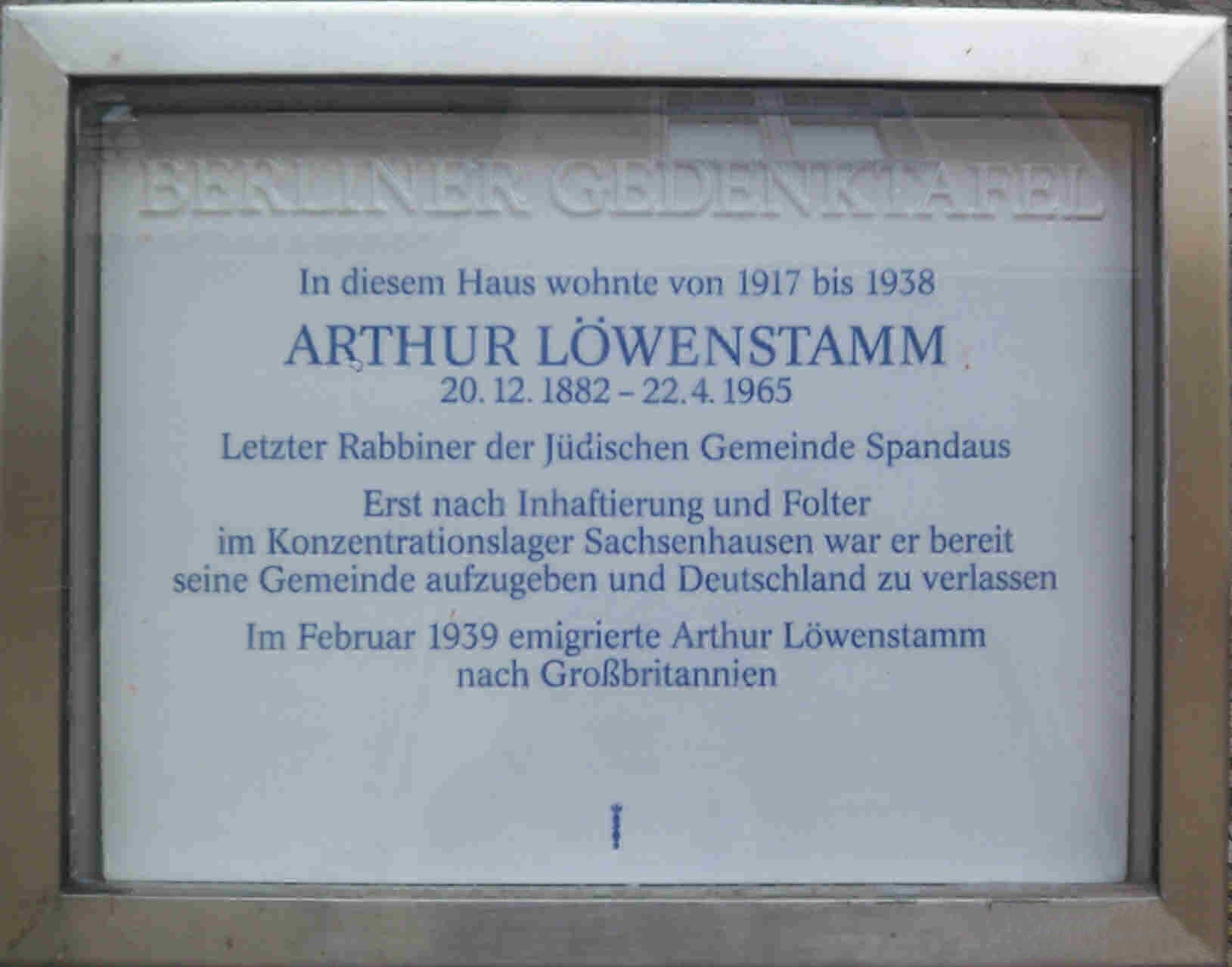
Plaque commémorative devant l'ancienne maison de Löwenstamm à Feldstraße 11 à Spandau ; Coordonnées géographiques : '52°32′41″N 13°12′6″E

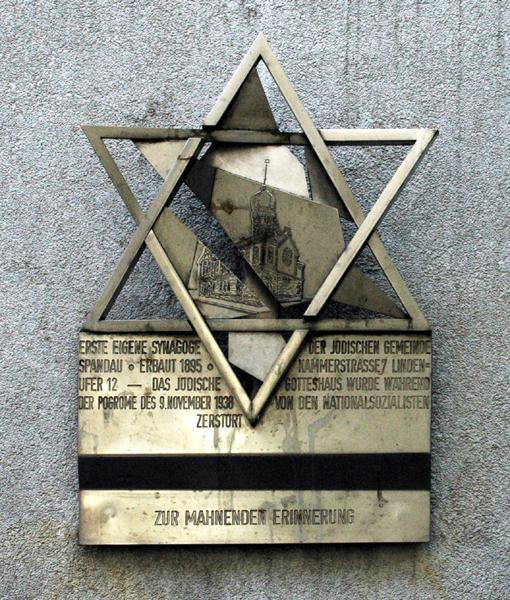
Plaque commémorative de la synagogue de Spandau. La plaque, sur le site de l'ancienne synagogue de la vieille ville de Spandau, est sculptée par

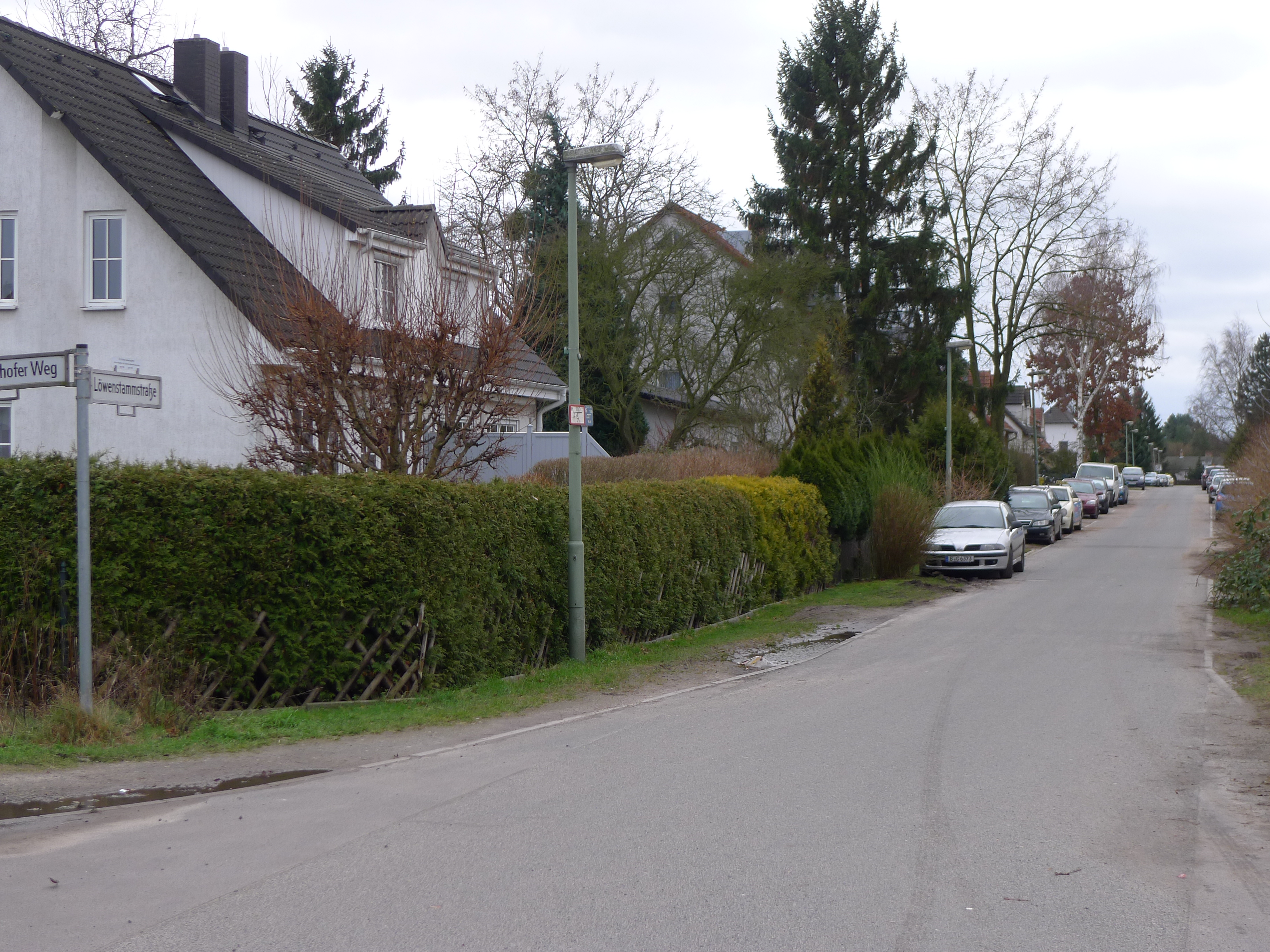
Löwenstammstraße, une rue de Spandau qui porte son nom

Après avoir réussi ses examens rabbiniques en 1910, Löwenstamm sert comme rabbin (de 1911 à 1917) avec la communauté juive de Pless (aujourd'hui Pszczyna) en Haute-Silésie. Le 6 décembre 1916, il est nommé premier rabbin permanent de la synagogue de Spandau. Löwenstamm prend ses fonctions le 1er avril 1917 et continue jusqu'à l'automne 1938. Dans ce poste, il donne également une instruction religieuse au lycée Kant de Spandau. Il est membre de l'Union des rabbins libéraux d'Allemagne.
Lors de la nuit de Cristal, la synagogue de Lindenufer dans la vieille ville de Spandau est incendiée,. Löwenstamm est torturé, emprisonné et déporté au camp de concentration de Sachsenhausen duquel il est finalement été libéré. Après sa libération de Sachsenhausen, lui et sa femme trouvent refuge au Royaume-Uni en février 1939, mais il y est interné pendant plusieurs semaines en tant qu'« étranger ennemi ».
Après la Seconde Guerre mondiale, Löwenstamm donne des cours particuliers à plusieurs élèves, dont Jakob Josef Petuchowski et Hugo Gryn. À partir de mai 1945, il est directeur de recherche à la Society for Jewish Studies et membre de l'Association des rabbins d'Allemagne à Londres.

## Vie privée
À Breslau en 1911, il épouse Gertrud Modlinger (née le 14 février 1887 à Gleiwitz, décédée le 3 janvier 1952 à Richmond, Surrey),, la fille de Markus Modlinger et de sa femme Recha (née Freund). Ils ont deux filles, Erika qui déménage à Londres en 1936 et Gerda qui émigre en Grande-Bretagne en 1938,. Leurs petits-enfants et arrière-petits-enfants vivent au Royaume-Uni et en Israël.

## Mort et héritage
Il est mort à Morris Feinmann House, Manchester le 22 avril 1965 et est enterré au cimetière juif de Hoop Lane à Golders Green, Londres. Ses archives sont données au Leo Baeck Institute de New York, et à la Wiener Library de Londres.
À l'initiative de la ville de Spandau, une plaque commémorative est dévoilée en 1988 à l'emplacement de l'ancienne synagogue[réf. nécessaire]. Une plaque commémorative est placée sur le trottoir devant l'ancienne maison de Löwenstamm à Feldstraße 11, à Spandau, le 9 novembre 2005.
Le 15 août 2002, une rue de Spandau est nommée Löwenstammstraße.

## Ouvrages
Löwenstamm est un érudit biblique, spécialisé dans la littérature samaritaine et karaïte. Il écrit des commentaires sur le philosophe et juriste hollandais Hugo Grotius et le philosophe allemand Hermann Lotze :
- Lotzes Lehre vom Ding an Sich und Ich an sich, Breslau, H. Fleischmann Verlag, 1906 (ISBN 978-1-147-34747-0) Réédité par Nabu Press : Charleston, South Carolina, 2010 ; paperback, 60 pages.
- "Hugo Grotius' Stellung zum Judentum (Hugo Grotius's attitude toward Judaism)" in Festschrift zum 75-jährigen Bestehen des jüdisch-theologischen Seminars Fraenkelscher Stiftung, Vol. II. Verlag M. & H. Marcus: Breslau, 1929 ; p. 295–302, (ASIN B005HKEZA4)
- "Jüdischer Lebinsstil", Gemeindeblatt für die jüdischen Gemeinden Preussens: Verwaltungsblatt der Preussischen Landesverbandes jüdischer Gemeinden, 1er novembre 1934 (cité p. 229 in Rebecca Rovit, The Jewish Kulturbund Theatre Company in Nazi Berlin), University of Iowa Press, 2012.  (ISBN 978-1-60938-124-0)
- "The Society for Jewish Studies" in Festschrift zum 80. Geburtstag von Rabbiner Dr. Leo Baeck am 23. Mai 1953, London: Council for the Protection of the Rights and Interests of the Jews from Germany, 1953 ; p. 98–106.

Il a également co-écrit une histoire commémorant les 50 ans du B'nai B'rith en Allemagne :
- Alfred Goldschmidt, Arthur Löwenstamm et Paul Rosenfeld : Zum 50 jährigen bestehen des Ordens Bne Briss in Deutschland : UOBB. Francfort-sur-le-Main : Kauffmann, 1933. (OCLC 2976130).